# Хрест Симона Петлюри
Хре́ст Си́мона Петлю́ри, або Орден Симона Петлюри, — нагорода Армії Української республіки, пізніше — найвища державна нагорода Уряду УНР в екзилі. Початково пам'ятний мініатюрний знак 1926 року. У 1974 році нагороді було надано статус ордена. Перше нагородження відбулось 10 травня 1936 року у Варшаві, останнє — 10 квітня 1977 року у США.
Нагороду мали право отримати учасники Української революції 1917—1921 років. Автор проєкту нагороди — полковник Микола Битинський. Всього відомо про 3 515 нагороджень Хрестом Симона Петлюри. Отримати орден можна було за життя або посмертно.

## Історія нагороди
У 1926 році, після вбивства Симона Петлюри, посаду Головного отамана обійняв прем'єр-міністр Андрій Лівицький, котрий запропонував створити перстень-знак, присвячений Петлюрі. Виготовленням та нагородженням мало займатися Товариство імені Симона Петлюри. Законопроєкт персня-знака розглянули на Раді народних міністрів Української республіки, проте пам'ятний перстень так і не виготовили. Замість нього виробили нагрудний мініатюрний знак  в пам'ять гибелі Симона Петлюри з датою «25.V.1926», який нагадував нереалізований орден Визволення з різницею, що тризуб з центру був перенесений на верхню частину променя. У середині були розташовані ініціали «С. П.».
У травні 1932 року уряд Української республіки під головуванням Андрія Лівицького повернувся до ідеї вшанування пам'яті Симона Петлюри. 22 травня 1932 року затверджено відзнаку «Хрест Симона Петлюри» для всіх учасників Української революції 1917—1921 років. Встановленням ордена керівництво еміграційної Української республіки намагалось довести, що є реальною політичною силою і має реальні шанси на реванш. Проте на реалізацію нагороди у 1932 році забракло коштів та організаційних можливостей. 25 березня 1936 року виданий наказ Головній та місцевим радам нагороди, а також затверджено порядок нагородження. На початку 1936 року фахівцю з фалеристики та геральдики Миколі Битинському доручили виготовити ескіз Хреста Симона Петлюри.
Для отримання ордена заповнювали анкету, у якій вказувалося прізвище, ім'я, ім'я по батькові, місце народження, дата вступу в армію, назва частини, установи або повстанського загону, перелік боїв та операцій з датами, прізвища командирів, остання частина перед звільненням, прізвища щонайменше двох начальників чи товаришів по службі, які можуть підтвердити слова, чи був судимим (з причиною), сучасний фах або праця, адреса проживання. Головна рада також повідомляла, що отримати «Хрест Симона Петлюри» можуть священники, лікарі, урядовці, сестри-жалібниці військових частин і тилових організації Армії УНР та Військового міністерства УНР.
Після завершення Другої світової війни, у 1947 році, член президії Головної ради нагороди, полковник Микола Стечишин, запропонував змінити статут «Хреста Симона Петлюри». Нагорода мала отримати три ступені військового ордена, за аналогією намірів Симона Петлюри щодо створення ордена Визволення. Першим та другим ступенем мали б нагороджувати винятково за бойові заслуги, третім ступенем могли нагороджувати за громадську діяльність. Перший ступінь мав би носитися на широкій орденській стрічці через плече, 2-й — на шиї, 3-й — на звичайній стрічці на грудях. Проєкт Миколи Стечишина був відхилений.
Наприкінці 1960-х років володарями хреста залишились одиниці, тому уряд Української республіки в екзилі під головуванням Миколи Лівицького порушив питання перейменування його в орден загальнодержавного значення, чим могла бути реалізована можливість нагороджувати ним всіх людей та організації, які своєю діяльністю відзначились перед українським народом у визвольній боротьбі.
1968 року проєкт ордена частково реалізували й нагородили ним капелу бандуристів та ансамбль танців, через що згодом виник протест ветеранів Української революції 1917—1921 років. Водночас нагородження лідерів литовської політичної еміграції сприймалося зі співчуттям. Після скарги учасників боїв за Українську республіку практика нагородження цивільних осіб замість ветеранів припинилася. У ці ж роки активною була невдала дискусія через право носіння дітьми та онуками нагороджених «Хреста Симона Петлюри». 25 липня 1974 року уряд Української республіки в екзилі ухвалив рішення про перейменування «Хреста Симона Петлюри» в орден.

Малюнки проєкту Ордена Хреста Симона Петлюри (1947)
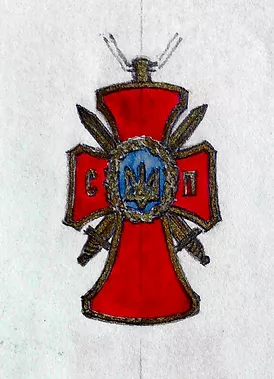
Чернетка Ордена. № 1
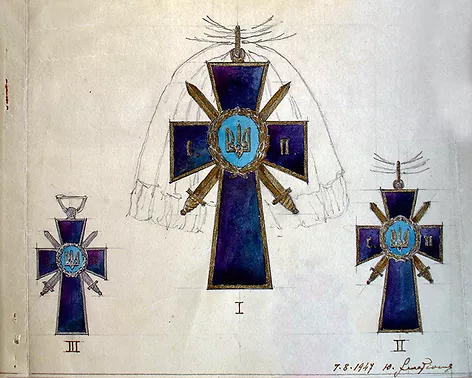
Чернетка Ордена. № 2
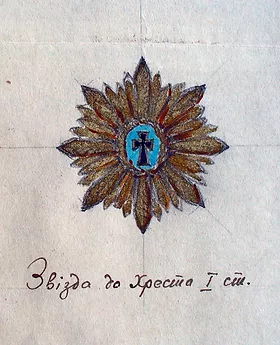
Чернетка Ордена. № 3

### Виготовлення та кількість
Перший тираж нагороди, приблизно 500 примірників, замовили у варшавської фабрики Й. Квекзільбера 1936 року. Припускають, що до Другої світової війни було зроблено ще два тиражі. У 1948 році ветеранам армії Української республіки, які загубили грамоти та бланки до нагород, почали видавати аналогічні дублікати документів.
1953 року Микола Стечишин домовився про п'ятий тираж на фабриці у ФРН, яка виготовляла нагороди для німецького уряду та Бундесверу. Було виготовлено орієнтовно 50 хрестів з незначною кількістю мініатюр до нього. У вересні 1970 року замовили шостий тираж нагороди. Після надання нагороді 1974 року статусу ордена виготовлено нові грамоти.

## Вручення хрестів

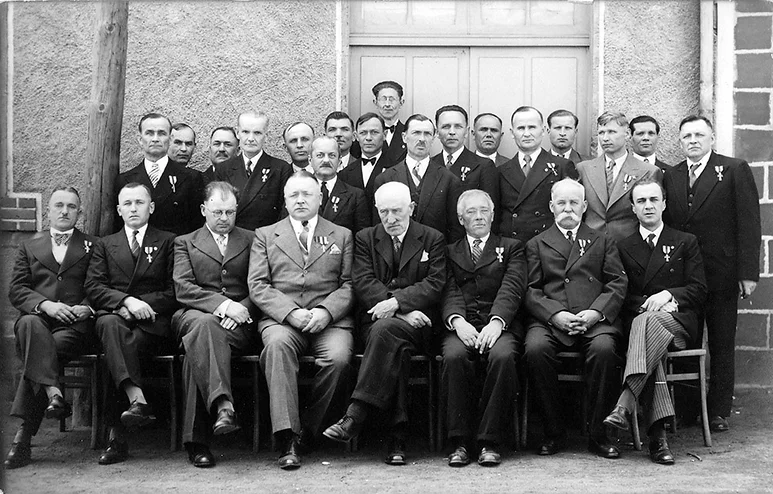
Члени Товариства бувших воїнів Армії УНР у Везин-Шалете (Франція) після нагородження Хрестом Симона Петлюри, 1937 рік

10 травня 1936 року у Варшаві, на першому засіданні пленуму Головної ради Хреста Симона Петлюри під головуванням генерала Володимира Сальського, Хрестом було нагороджено самого Симона Петлюру. Хрест під № 1 на його могилу мав покласти генерал Олександр Удовиченко, але не виконав це прохання, передавши нагороду до Української бібліотеки імені Симона Петлюри в Парижі. Хрест також отримали усі члени Головної ради, Андрій Лівицький, генерал Володимир Сальський, а також представники голови військового міністра: генерал-хорунжий Олександр Удовиченко, підполковник Гнат Пороховський та підполковник Василь Філонович. Окрім того, нагороджено генералів Володимира Галкіна, Сергія Дельвігу, Володимира Сінклера, Всеволода Петріва, Сергія Кулжинського, Олександра Козьму, Євгена Білецького, Якова Шепеля, Миколу Яшніченка, Володимира Савченка-Більського, Йосипа Білевича, Михайла Пересаду-Суходольського, Володимира Сікевича. Нагороджені посмертно 12 генералів: Микола Юнаків, Федор Колодій, Микола Коваль-Медзвецький, Сергій Дядюша, Павло Кудрявцев, Олександр Чехович, Олександр Пилькевич, Наум Никонів, Євген Мешковський, Євген Мошинський, Володимир Ольшевський та Віталій Гудима. Всього нагороджено 136 осіб та 12 померлих генералів.

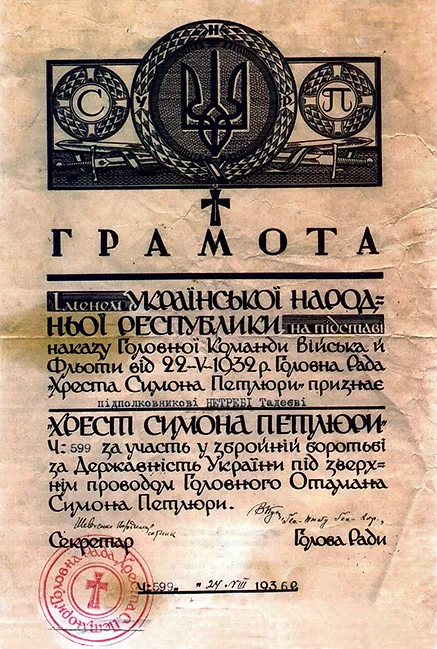
Грамота підполковнику Тадею Нетребі, 1936 рік

На другому засіданні нагороджено ще 143 особи. До кінця 1936 року право на нагороду отримали тисячі осіб, але не всі хрести були виготовлені та нагороджені. Не всі також змогли викупити грамоти та нагороди, хоч відповідали відзнаці. Нагороду також помилково вручали людям сумнівної біографії, деколи з представників радянських спецслужб, колекціонерів спортивної цікавості та іншим. Більшість сумнівних нагород була виявлена у 1950–1960-ті роки.
Впродовж 1937 року нагороджено близько 900 осіб. На початку 1939 року відбулась колективна нагорода 359 солдатів, які були розстріляні в Базарі. У 1939—1941 роках Хрест Симона Петлюри отримали близько 600 осіб, з яких значна кількість військових з Української галицької армії.
Під час Другої світової війни нагородження не припинялося — відзнаки отримували вцілілі після репресій радянські громадяни, які брали участь в боротьбі на стороні Української республіки у 1917—1921 роках. Нагороджено також сімох німецьких офіцерів. Влітку 1945 року, під час збору відомостей про ветеранів, які вижили в таборах для інтернованих, виявилося, що більшість залишилася без документів та нагород. Лише одиницям вдалося зберегти нагороди. У 1950-ті роки нагороджень не відбувалося. Вже у 1960–1970-ті роки нагороджено понад 200 осіб. Після перейменування «Хреста Симона Петлюри» в орден, нагороджені особи могли обміняти старі грамоти на нові. Історія видачі нових грамот завершилася на початку 1990-х років. Останній живий лицар ордену та останній представник Головної ради Хреста Симона Петлюри Микола Личик помер 20 березня 1999 року. Всього відомо про 3 515 нагороджень Хрестом Симона Петлюри.
У Центральному державному архіві вищих органів влади та управління в Україні зберігається реєстр усіх осіб, які були нагороджені «Хрестом Симона Петлюри» від початку заснування.

## Опис нагороди
Автор проєкту ордена Симона Петлюри Микола Битинський взяв за основу проєкт ордену Визволення, прибравши терновий вінець. Знак залишений зі старою формою козацького чорного хреста, з тризубом на верхньому промені та направленим вістрям догори мечем.

### Типи ордена

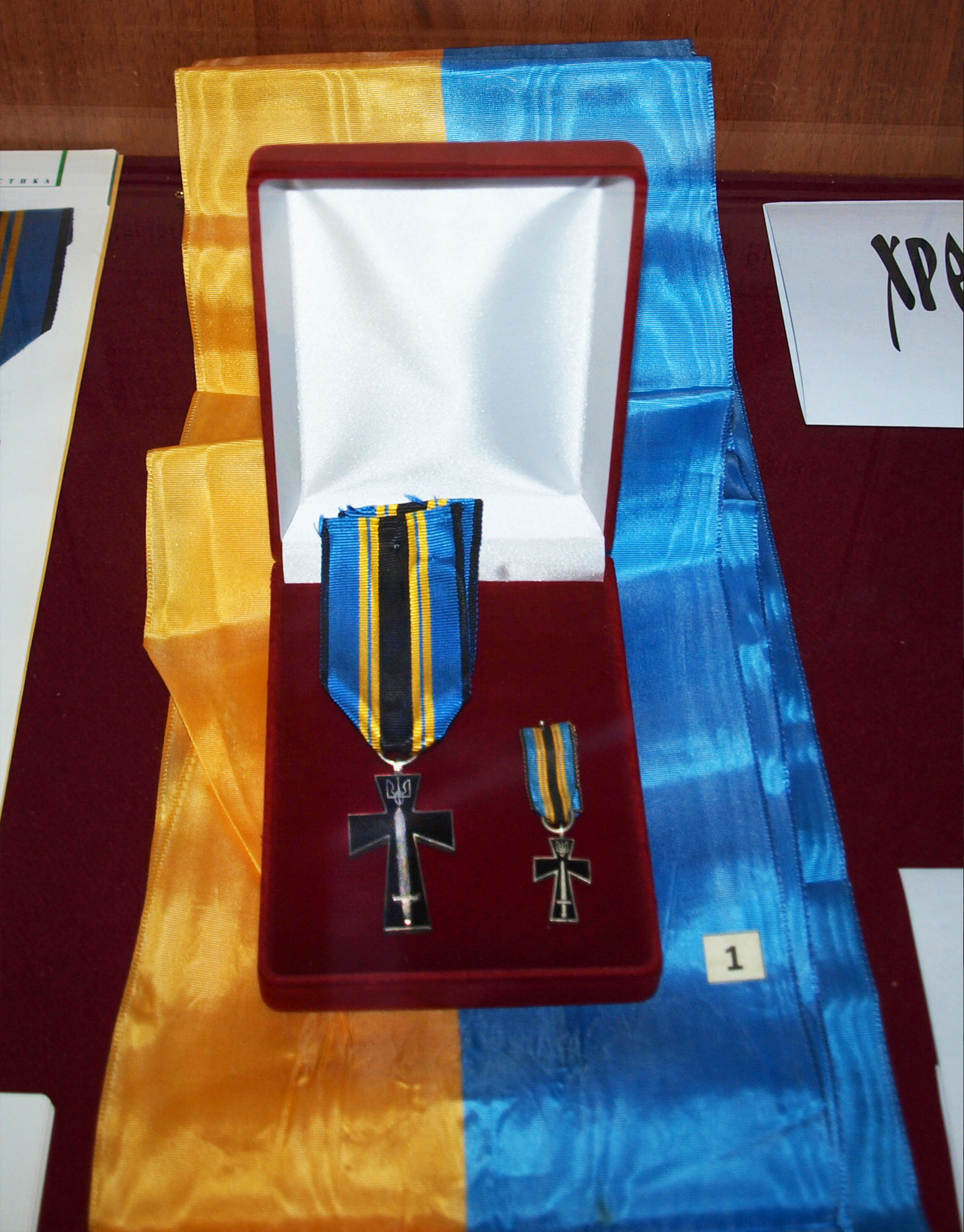
Хрест Симона Петлюри з мініатюрою. Музей УНР

До великого ордену відносять сім типів. Окремими типами є мініатюрні хрести, які відрізняються від великих орденів, головним чином, розмірами.
- Перший тип. Виготовлені у Варшаві, в майстерні Й. Квекзільбера, зі срібла або срібляної бронзи. Розмір — 41×25 мм. Товщина — 2 мм. Меч закріплений на двох штифтах. Вушко, із зігнутих у кільце смужок металу, розташоване перпендикулярно до площини хреста. На реверсі є тавро виробника з прізвищем власника. Верхній кінець має вибитий пуансонами порядковий номер нагородження[16].
- Другий тип. Розмір та товщина як і в першого типу. На реверсі відсутнє тавро виробника. Виготовлені з жовтого металу та посріблені. Номери нагород проставлялися пуансонами[16].
- Третій тип. Розмір — 41×25 мм. Товщина — 2,7 мм. Виготовлені з бронзи, яку піддали срібленню. Номера гравійовані[19].
- Четвертий тип. Розмір — 41×25 мм. Товщина — 1 мм. Виготовлені з бронзи або срібла, покриті чорною емаллю. Вушко для кріплення вздовж площини хреста[20].
- П'ятий тип. Розмір — 41×25 мм. Виготовлені на німецькій ювелірній фабриці з бронзи, яку засріблили. Вушко для кріплення до стрічки розташоване перпендикулярно до площини хреста, виготовлене з двох витків дроту, злютованих між собою. Валики на держаках мечів нахилені ліворуч. Нумерація на реверсі відсутня[20].
- Шостий тип. Розмір — 43×27 мм. Товщина — 3,2 мм. Відштамповані з білого металу. Вушко для кріплення дротяне, злютоване. Номери виготовлені пуансонами знизу на реверсі нагороди[20].
- Сьомий тип. Розмір — 43×27 мм. Товщина — 1,9 мм. Меч — злютований. Матеріал — білий метал. Дротяне вушко для кріплення виготовлене разом з хрестом. Номери виготовлені пуансонами знизу на реверсі нагороди[20].

### Стрічка ордена
Стрічка «Хреста Симона Петлюри» блакитного кольору, з чорними смугам по краях та однією широкою чорною смугою в середині стрічки. З обох боків є дві жовті смуги. Відомо про два типи стрічок, які відрізняються товщиною вузької блакитної смуги, розташованої між двома жовтими. Ширина стрічки  першого типу для великого хреста 37 мм, для мініатюрного 13 мм. Ширина стрічки  другого типу для великого хреста 35 мм, для мініатюрного 13 мм.